# بندياكة متعددة السنيبلات
بندياكة متعددة السنيبلات (الاسم العلمي:Pandiaka polystachya) هي نوع من النباتات تتبع جنس البندياكة من الفصيلة القطيفية.